# 通用光碟格式
通用光碟格式（Universal Disk Format，簡稱UDF）是一個使用在光學儲存媒體的檔案系統的規格。它實行了ISO/IEC 13346標準（亦稱為ECMA-167）。它亦是用作取代ISO 9660，現時已經廣泛地用於可寫光學儲存媒體上。UDF是由光學儲存技術協會（Optical Storage Technology Association，OSTA）開發並維護的。
從工程角度來說，通用磁碟格式是ISO/IEC13346和ECMA-167規範的一種設定檔。

## 歷史
UDF檔案系統是由光學儲存技術協會標準化。其目標在於組織一個供所有光學儲存媒體通用的檔案系統。這仍然是繼續進行UDF標準化的主要目的，儘管對一些不常用的單寫多讀儲存媒體的支援有限，而且可能會增加對非光學儲存媒體的支援。
當它在第一次標準化時，它已經設計成取代ISO 9660，它容許唯讀和可讀寫儲存媒體的支援。在第一個版本釋出後，UDF幾乎直接地被DVD論壇（DVD Consortium）採用作官方DVD檔案系統。現時，UDF檔案系統可以在市場上大多數常見的光學儲存媒體上，以及在差不多所有可燒錄影片的DVD媒體上使用。
因為其目的，起初UDF主要在光學儲存媒體上使用。大多操作系统需要特別的第三方軟體以讀取UDF。現在幾乎所有操作系统本身都至少支援讀取UDF檔案系統，當中很多亦支援寫入部分格式。因為這些增長的支援，UDF開始在可以轉換的非光學儲存媒體上出現，如Iomega REV，大型的快閃記憶體，甚至在硬碟上。
在現在的Windows Vista以上系統，都可以使用UDF格式化光碟，但是格式化過程很慢，需要幾分鐘的時間，在超過2 GB的光碟將強制使用UDF格式。

## UDF版本
UDF已經推出了不同版本：
- 版本1.00（1995年10月24日）：原始版本。
- 版本1.01（1995年11月3日）：添加了DVD附录，并做了一些小的更改。
- 版本1.02（1996年8月30日）：DVD-Video採用的格式。
- 版本1.50（1997年2月4日）：加入由VAT結構發表後對CD-R/DVD-R媒體重寫能力的支援。亦加入了在如CD-RW、DVD-RW、DVD+RW等可重寫媒體中容錯管理的備用資料表。
- 版本2.00（1998年4月3日）：加入對資料流檔案及實時錄製檔案的支援 (DVD錄影用)及簡化目錄管理。亦擴張了VAT支援。
- 版本2.01（2000年3月15日）：主要修復了版本2.00中的錯誤。很多在以往版本上的含糊標準都在此版本解決。
- 版本2.50（2003年4月30日）：加入元資料分割區促進了元資料的群集，更容易的衝突修復及可選擇的檔案系統資訊複本，所有元資料像節點及目錄內容般寫在一個分離的分割區中，這可選擇地作鏡像用。
- 版本2.60（2005年3月1日）：加入為可支援偽超燒相容燒錄器的偽超燒方法，用燒錄在連續可錄媒體。

在下個UDF版本推出前，有相關討論中UDF可望用在硬碟媒體中，及在攝影用儲存媒體中。

## UDF優點
UDF的好處是使用者可以移除和複製檔案，與傳統光碟不一樣的是可以刪除檔案，並且功能與USB相同，但是因為燒錄裝置速度的關係，所以寫入檔案時不如USB速度快。

## UDF缺點
UDF的缺點是使用者把光碟讀取於CD播放機上，可能會不能播放，目前能播放UDF的光碟播放機較少，並且舊版的作業系統可能不能讀取。

## 相容性
大多數DVD播放器不支援高於1.02版本UDF的光碟。但若使用ISO 9660檔案系統作橋接者，較新版本的UDF的光碟仍有可能被讀取。
當有些DVD燒錄程式在使用1.50版本UDF來燒錄視像DVD時，使用者會發現必要避免使用精靈引導，以及直接以手動方式設定以1.02版本燒錄。
即使若作業系統聲稱支援1.50版本UDF，它仍可能只支援完全寫入，而不支援VAT或後備式的UDF組建。
Mac OS X 10.4.5版本聲稱支援1.50版本UDF（詳情請見其man mount_udf部分），但只可以完全寫入組建載入及不提供虛擬化選項。Mac OS X不能以VAT方式載入，相似於發生在Sony Mavica攝影機的一樣。10.4.11版本之前，可以Sparing Table方式載入，但不能正確地讀取檔案，這個問題直至10.4.11版本才版解決。。
相似地，Microsoft Windows XP Service Pack 2（SP2）在其不完善的UDF管理系統下，不能讀取2.00版本UDF的DVD-RW光碟。UDF管理系統會將DVD-RW建立一個備用檔案表，橫越多於一個磁區，因而發生讀取錯誤。Windows XP SP2可識別該DVD為UDF檔案系統，但會出現為空白光碟。以上的問題隨着Service Pack 3中的修正文件發表而被解決
。

### OS預設支援
註解：
- 除非特別註明，否則讀取、寫入支援是指只有完全寫入UDF組建支援，而非VAT及備用式組建支援。
- 支援讀取是指被UDF格式化的光碟可以被系統載入。它容許使用者以相同介面讀取UDF系統內容。
- 支援寫入是指對一個掛載的UDF媒體，除了可以讀取，還可對其修改、新增與刪除。

|                                 | UDF版本 | UDF版本 | UDF版本 | UDF版本                     | UDF版本                     | 非完全寫入法 | 非完全寫入法 |                          |                                                                                             |  |
| 作業系統                        | 1.02    | 1.50    | 2.0x    | 2.50                        | 2.60                        | VAT          | 備用式檔案表 | 寫入                     | 備註                                                                                        |  |
| ------------------------------- | ------- | ------- | ------- | --------------------------- | --------------------------- | ------------ | ------------ | ------------------------ | ------------------------------------------------------------------------------------------- |  |
| AIX 5.1, 5.2, 5.3               |         |         |         |                             |                             |              |              | 是                       | （1.50為預設規格）                                                                          |  |
| AmigaOS 4.0                     | 是      | 是      |         |                             |                             |              |              |                          |                                                                                             |  |
| BeOS/magnussoft ZETA/Haiku      | 是      | 是      | 是      | 是                          | 是                          |              |              | 是                       |                                                                                             |  |
| DOS/FreeDOS、Windows 3.11或更早 | 否      | 否      | 否      | 否                          | 否                          | 否           | 否           | 否                       | 沒有原生支援                                                                                |  |
| eComStation                     |         |         | 是      |                             |                             |              |              | 是                       |                                                                                             |  |
| FreeBSD 5                       | 是      | 是      |         |                             |                             | 否           | 是           |                          |                                                                                             |  |
| FreeBSD 6                       | 是      | 是      |         |                             |                             | 否           | 是           |                          |                                                                                             |  |
| FreeBSD 7                       | 是      | 是      |         |                             |                             | 否           | 是           |                          |                                                                                             |  |
| Linux 2.4                       | 是      | 是      |         |                             |                             |              |              |                          |                                                                                             |  |
| Linux 2.6                       | 是      | 是      | 是      | 是(2.6.26+)                 | 是(2.6.26+)                 | 是(2.6.26+)  | 是(2.6.26+)  | 部分支援（截至2.01版本） | 2.6.10之前版本支援少量種類。截至2.6.30版本核心前，需要2.6.26版本的功能為非完全自動。        |  |
| Mac OS 9                        | 是      | 是      |         |                             |                             |              |              | 是                       |                                                                                             |  |
| Mac OS X 10.4                   | 是      | 是      | 是      | 在Toast 9+ HD插件安裝後支援 | 在Toast 9+ HD插件安裝後支援 |              |              |                          | 可以透過drutil建立UDF 1.50完全寫入版本的映像檔。                                            |  |
| Mac OS X 10.5                   | 是      | 是      | 是      | 是                          | 是                          | 是           | 是           | 是                       | 可使用"newfs_udf"工具建立。                                                                 |  |
| Mac OS X 10.6                   | 是      | 是      | 是      | 是                          | 是                          | 是           | 是           | 是                       | 可使用"newfs_udf"工具建立。                                                                 |  |
| NetBSD 4.0                      | 是      | 是      | 是      | 是                          | 是                          | 是           | 是           |                          | 可從CD、DVD及BD（以及硬碟、閃存）讀取 多區段VAT、備用式及間磁區式分種。                     |  |
| NetBSD 5.0                      | 是      | 是      | 是      | 是                          | 是                          | 是           |              | 是                       | Write support for all builds, including multi-session VAT but excluding metadata partition. |  |
| Novell NetWare 5.1              |         |         |         |                             |                             |              |              |                          |                                                                                             |  |
| Novell NetWare 6                |         |         |         |                             |                             |              |              |                          |                                                                                             |  |
| OpenBSD 3.8                     | 是      | 是      |         |                             |                             | 否           | 是           |                          |                                                                                             |  |
| OS/2                            |         |         | 是      |                             |                             |              |              | 是                       | Additional fee drivers                                                                      |  |
| Solaris 7 11/99+                | 是      | 是      |         |                             |                             |              |              |                          |                                                                                             |  |
| Solaris 8, 9, 10                | 是      | 是      |         |                             |                             |              |              | 是                       |                                                                                             |  |
| Windows 95 OSR2+/Windows 98/Me  | 是      | 是      | 否      | 否                          | 否                          |              |              | 否                       |                                                                                             |  |
| Windows 2000                    | 是      | 是      | 否      | 否                          | 否                          |              |              | 否                       |                                                                                             |  |
| Windows XP/Server 2003          | 是      | 是      | 是      | 是                          | 否                          |              |              | 是                       | 需如DLA及InCD等第三方程式支援寫入                                                           |  |
| Windows Vista/7/8/10            | 是      | 是      | 是      | 是                          | 是                          | 是           | 是           | 是                       | 被微軟歸為Live File System                                                                  |  |

## 參看
- ISO/IEC 13490

## 外部連結
- OSTA home page （页面存档备份，存于）
- Wenguang Wang's UDF Introduction
- Linux UDF support （页面存档备份，存于）
- Microsoft Windows UDF Read Troubleshooting （页面存档备份，存于）